# 山田有親
山田 有親（やまだ ありちか）は、戦国時代の武将。島津氏の家臣。

## 略歴
薩摩山田氏は元は平氏で、武蔵有国の子・有貫が文治年間に薩摩国へ下向し、日置郡山田の地を領してより山田氏を名乗った。有親は有貫より数えて12代目で、天文年間の初めに薩州島津家の島津実久に与し、島津忠良・貴久父子に反目した。
天文2年（1534年）12月2日、有親は全領地を献上した上で忠良に降伏する。忠良もこれを容れ、山田のみは領有を許した。しかし重臣である鎌田政年・阿多加賀守らが、有親は気骨があり本当に心服したとは思われず、二心ある者を置いていては家の為にならないと諫言したため、忠良もこれを容れて有親に切腹を命じ、有親もこの命に服した。
その後、忠良は切腹を命じたことを後悔し、有親の嫡子・有徳を召し出して山田の領地を継がせると共に、有親を多聞天として伊作多宝寺の毘沙門堂に祀った。